# Exodrymadusa inornata
Exodrymadusa inornata är en insektsart som först beskrevs av Boris Petrovich Uvarov 1936.  Exodrymadusa inornata ingår i släktet Exodrymadusa och familjen vårtbitare. Inga underarter finns listade i Catalogue of Life.